# Grand cimetière de Coblence
Le Grand cimetière de Coblence est le plus grand cimetière de la ville de Coblence, mais aussi un parc.
Il s'agit d'un complexe en terrasses qui a été inauguré en 1820. Il est situé sur le versant nord du monastère. Il y a encore quelques monuments intéressants du XIXe siècle, notamment des tombes néo-gothiques.

## Personnalités
- Frères de la Miséricorde de Marie-Auxiliatrice
- Max von Schenkendorf (1783-1817)

## Source
- (de) Cet article est partiellement ou en totalité issu de l’article de Wikipédia en allemand intitulé « Hauptfriedhof Koblenz » (voir la liste des auteurs).